# Eislingen
Eislingen es una ciudad en el distrito de Göppingen en Baden-Wurtemberg, Alemania.

## Historia
La pequeña Eislingen (Kleineislingen) pasó a ser posesión de Wurtemberg en 1492, mientras que la gran Eislingen (Großeislingen) fue anexionada por el Principado episcopal de Wurzburgo. El período de división municipal provocó conflictos entre los Caballeros Imperiales locales (Reichsritter) hasta la disolución del Sacro Imperio Romano Germánico en 1803. Los acontecimientos de la Reforma Protestante en Alemania pusieron otro tercio de Eislingen bajo la soberanía del Ducado de Wurtemberg, que controlaba con Wurzburgo el resto de la ciudad. En 1802, Wurzburgo fue anexionada por el Electorado de Baviera. Esto, por extensión, convirtió a la gran Eislingen en posesión bávara hasta su cesión en 1806 al actual Reino de Wurtemberg. Stuttgart cedió Eislingen al Oberamt Göppingen y en 1938, el distrito se reorganizó como Landkreis Göppingen. Gran Eislingen y Pequeña Eislingen se unieron en una sola ciudad, llamada Eislingen-Fils, en 1933. La ciudad de Krummwälden se incorporó a Eislingen en 1935. La construcción del Ferrocarril del Valle de Fils a través de Eislingen en 1945 dio inicio a un período de industrialización y expansión demográfica que continuó después de la Segunda Guerra Mundial y convirtió a Eislingen en el municipio más densamente poblado de la jurisdicción de Göppingen. Eislingen fue declarada ciudad principal, o Große Kreisstadt, en 2012.

## Geografía
La ciudad de Eislingen se encuentra al norte del distrito de Göppingen, en el estado federado alemán de Baden-Wurtemberg. Eislingen se encuentra en el valle del río Fils, en la desembocadura del río Krumm, en las bases central y oriental del Jura de Suabia. La altitud sobre el nivel del mar en el término municipal oscila entre los 479 metros Normalnull (NN), en el noreste, hasta un mínimo de 324 metros NN en los Fils.

## Política
Eislingen tiene un municipio (Stadtteile), Eislingen-Fils y cinco pueblos: Eschenbäche, Etzberg, Krummwälden, Stumpenhof y Täleshof. Hay tres pueblos abandonados en el término municipal: Brunnenweiler, Ehrenstetten y Hammertweil.

### Escudo
El escudo de armas de Eislingen está dividido por cada cruz, en cuatro secciones: dos blancas y dos azules. En la mitad superior del blasón se encuentra un cuerno de ciervo que alterna entre blanco y azul al cruzarse en diferentes campos. Este patrón era el escudo de armas de Gran Eislingen y fue readoptado por la ciudad de Eislingen cuando se fusionó con Pequeña Eislingen en 1933. El esmalte azul y blanco hace referencia al Principado episcopal de Wurzburgo, y la cornamenta del ciervo a Wurtemberg. La cornamenta del ciervo fue negra hasta 1955.

## Ciudades hermanadas
- Villány, Hungría, desde abril de 1989[4]
- Oyonnax, Francia, desde el 17 de diciembre de 2001[5]

## Transporte
Eislingen está conectada a la red de carreteras alemana mediante la Bundesstraße 10, concretamente una ampliación de cuatro carriles de la autopista, finalizada en 2006. La ciudad también está conectada a la red ferroviaria alemana mediante el Ferrocarril del Valle de Fils. El transporte público local es proporcionado por la Verkehrsgemeinschaft Stauferkreis y Regional Bus Stuttgart.